# Олд Харбор (Аљаска)
Олд Харбор (енгл. Old Harbor) град је у америчкој савезној држави Аљаска.

## Демографија
По попису из 2010. године број становника је 218, што је 19 (-8,0%) становника мање него 2000. године.
| Група                 | 2000.       | 2010.       |
| Амерички староседеоци | 173 (73,0%) | 191 (87,6%) |
| Белци                 | 31 (13,1%)  | 23 (10,6%)  |
| Афроамериканци        | 0 (0,0%)    | 0 (0,0%)    |
| Азијати               | 0 (0,0%)    | 0 (0,0%)    |
| Хиспаноамериканци     | 0 (0,0%)    | 3 (1,4%)    |
| Укупно                | 237         | 218         |